# Pedernales (Delta Amacuro)

Pedernales es troba al Golf de Paria, Veneçuela, ea l'est del país, entre la desembocadura de l'Orinoco i l'illa de Trinidad (illa al costat de Veneçuela i ressaltada en color blau)

Pedernales és la capital del municipi de Pedernales (Delta Amacuro) situat en l'estat de Veneçuela de Delta Amacuro. És un important port de mar dins el Golf de Paria. Té 6.372 habitants (2011). Va ser fundada l'any 1858. El lema d'aquesta ciutat és El bressol dels Warao (La cuna de los Warao).
La principal activitat econòmica és la pesca i la petroliera i també una factoria de muntatge d'automòbils de l'empresa Ford Motor Company que aprofita l'avantatge del port de la ciutat.